# Габи Сильвия
Габи Сильвия (настоящее имя и фамилия — Габриэлла Зигнани (фр. Gaby Sylvia; 24 марта 1920, Чезена, Эмилия-Романья, Италия — 26 июля 1980, Шамальер, Пюи-де-Дом, Франция) — французская актриса
 театра, кино и телевидения итальянского происхождения.

## Биография
В трёхлетнем возрасте вместе с родителями переехала во Францию. Начала свою карьеру в театре в 1937 году, затем была нанята режиссёром и актёром Реймоном Руло . В последующем часто работала под его руководством. Сотрудничала с многими режиссёрами (Раймон Жером, Антуан Бурсейлер и др.).
Выступала в пьесах Расина, Мольера, Агаты Кристи, Жана-Поля Сартра, Д. Пристли и др.
Снималась в кино. Дебютировала в 1938 году в роли Дениз в фильме Клода Отан-Лара и Мориса Леманна «Поток» («Le Ruisseau»). В 1958 году впервые снялась для телевидения в телеэкранизации романа Александра Дюма «Три мушкетёра» (1959, реж. Клод Бама), где исполнила роль миледи де Винтер.
В 1960-е и 1970-е годы снималась на телевидении. За свою карьеру в кино снялась в 38 фильмах.
Умерла от инфаркта.

## Избранная фильмография
- 1972 — Прекрасная маска[англ.] — Эмили
- 1963 — Кто хочет спать в моей постели? — Флоранс
- 1959 — Три мушкетёра — Миледи де Винтер
- 1957 — Это вина Адама — Элен Берген
- 1955 — Неприятные встречи[англ.] — Элен Дюкоре
- 1954 — За запертой дверью — Эстель Риго
- 1951 — Соломенный любовник — Жизель Саразин де Фонтено
- 1949 — Миссия в Танжере —  Лили, певица из Австрии
- 1947 — Свадьба Рамунчо[англ.] — Маричу
- 1941 —	Первый бал[англ.] — Даниэль
- 1939 — За фасадом[англ.] — Мадлен
- 1938 —	Поток[англ.] — Дениз